# Biblioteca Franklin
La Biblioteca Franklín es una institución que pone al servicio del público en general una importante cantidad de material  bibliográfico y otros documentos, por ello es de tipo popular. Fue fundada el 17 de junio de 1866, bajo iniciativa de Domingo Faustino Sarmiento, lo que la convierte en la biblioteca popular más antigua de Sudamérica. 
La misma se ubica sobre la calle Laprida 63 (este), Ciudad de San Juan, Argentina.

## Historia
La biblioteca fue fundada el 17 de junio de 1866, a instancias de Domingo Faustino Sarmiento, por lo que se trata de la biblioteca de tipo popular (para público en general) más antigua de Sudamérica.
La entidad, persona de derecho con personería jurídica otorgada en 1899 (anteriormente funcionaba conforme al Decreto de fundación del 4 de mayo de 1866 del entonces Gobernador de San Juan Camilo Rojo), cumple con los mismos fundamentos y objetivos que trazara Sarmiento: fomentar la cultura y el hábito de la lectura como una forma primordial de educar al soberano a través de una organización de orden privado puesta al servicio de la población sin ningún tipo de restricciones. 
Entre las reliquias almacenadas en la biblioteca se encuentra la carta de Domingo Faustino Sarmiento a Don Segundino Navarro, donde el prócer insiste en que debe conservarse la denominación original de Biblioteca Franklin. 
El Consejo Directivo emprendió en el 2003 una remodelación y adecuación funcional del edificio para mejorar las instalaciones (depósito de material) y el acondicionamiento de salas de lectura, logrando nuevos lugares que permitan otras actividades culturales, como microcine y teatro.
Fue reconocida su trayectoria por la Cámara de Diputados de San Juan, cuando el 30 de noviembre de 1988 ésta realizó una sesión especial, de homenaje a Domingo Faustino Sarmiento, el año del centenario de su muerte, en la sede de la biblioteca, hecho inédito en los anales de la actividad legislativa de la provincia.
La biblioteca fue declarada en 2005 “de Interés Parlamentario” por la Cámara de Diputados de la Nación Argentina e "Ilustre Institución Benefactora de la Cultura y la Educación" de la Provincia de San Juan, por la Cámara de Diputados de la Provincia de San Juan, al cumplir los 136 años de aniversario. 
En 2007 recibió el Premio ABGRA (Asociación de Bibliotecarios Graduados de la República Argentina) a las Bibliotecas Argentinas, como reconocimiento a la labor que desempeña para el desarrollo de la comunidad a través del acceso a la información y la generación de conocimientos, por el Proyecto “Catálogo Colectivo de Bibliotecas Populares de San Juan”.